# Jacinto Caamaño
Jacinto Caamaño Moraleja (Madrid, 1759 – forse 1825) è stato un esploratore spagnolo.
Guidò l'ultima grande esplorazione spagnola dell'Alaska (allora chiamata America Russa) e della costa della Columbia Britannica.
Fu cavaliere dell'Ordine militare di Calatrava. Era appartenente ad una famiglia aristocratica galiziana, che abitava nelle vicinanze di Santiago di Compostela. Il padre era Juan Fernández de Caamaño, e la madre Mariana Moraleja Alocen. A 18 anni entrò a far parte della Armada Española, la marina spagnola, come avventuriero.

## Esplorazioni
Pochi anni dopo formò una spedizione politico-commerciale per Costantinopoli, al fine di stabilire relazioni commerciali con la Turchia, la Polonia e l'Impero russo. Dopo un breve viaggio a Cuba nel 1787, venne inviato sulla costa pacifica del Messico, stanziandosi a San Blas, quartier generale delle spedizione dirette verso il Pacifico nord-occidentale. Con lui viaggiava il cognato, Francisco de Eliza, il quale si sarebbe distinto come governatore del Forte San Miguel presso la Baia di Nootka, sull'isola di Vancouver. Sulla loro nave diretta in Messico si trovava anche il nuovo viceré della Nuova Spagna, Don Juan Vicente de Güemes Padilla Horcasitas y Aguayo. Il 3 febbraio 1790 Caamaño prese parte alla spedizione diretta verso il pacifico nord-occidentale. Comandava la Nuestra Señora del Rosario (conosciuta anche come Princesa), una fregata da 189 tonnellate costruita a San Blas per le esplorazioni settentrionali. Non oltrepassò Nootka durante questo viaggio, ma nel successivo (1792) raggiunse la baia di Bucareli comandando la fregata Aránzazu, una corvetta costruita a Cavite nelle Filippine. Questa spedizione effettuò un preciso studio della costa da Bucareli a Nootka, completando la mappa dell'Alaska e della Columbia Britannica con molti nomi usati tuttora. Salpando da Nootka il 13 giugno 1792, Caamaño esplorò Bucareli Bay, superò l'isola Principe di Galles in Alaska, e si ancorò a Dixon Entrance il 20 luglio. Partendo da qui continuò l'esplorazione verso sud, attraversando Principe Channel, Nepean Sound, Whale Sound, vicino all'arcipelago Estevan Group, per poi entrare a Caamaño Sound ed ancora a sud nel canale di Laredo, tra Aristazabal e Princess Royal Island, tornando a Nootka il 7 settembre 1792. Diede il nome al Principe Channel, al canale di Laredo, a Campania (isola), a Campania Sound, ad Aristazabal ed a Gil Island. Anche George Vancouver usò questi nomi sulle proprie mappe.

## Tarda carriera e famiglia
Avendo completato con successo il proprio viaggio in Alaska, Caamaño fu inviato, dopo una breve sosta a San Blas, nelle Filippine. Dal 1794 al 1807 operò in molti posti tra Messico e Perú, sposando in uno di questi viaggi Francisca de Arteta Santistevan, che gli diede otto figli. Nel 1820 era ancora in vita a Guayaquil, luogo di nascita della sua ultimogenita, ma non si conoscono esattamente data e luogo della morte. Alcuni suoi discendenti vissero in Ecuador, il più importante dei quali fu Jose Placido Caamaño che ne divenne presidente.

## Retaggio
Camano, un'isola di Puget Sound, prendo il nome da Jacinto Caamaño, così come Caamaño Sound, Columbia Britannica, all'estremità settentrionale di quella che oggi è Jacinto Island. Diede anche il nome al Passaggio di Caamaño a nord-ovest di Prince Rupert (tra le isole di Dundas e Zayas).